# قائدی
قائدی یک نام خانوادگی است. افراد شاخص با این نام از این قرارند:
- مهدی قائدی، بازیکن فوتبال ایرانی
- سعید قائدی‌فر، بازیکن فوتبال ایرانی
- شهرام قائدی، بازیگر سینما و تلویزیون اهل ایران